# Saraiella consigliana
Saraiella consigliana är en tvåvingeart som först beskrevs av Sara 1953.  Saraiella consigliana ingår i släktet Saraiella och familjen fjärilsmyggor. Inga underarter finns listade i Catalogue of Life.